# Таня Франк
Таня Франк (нім. Tanja Frank, 24 січня 1993) — австрійська яхтсменка, олімпійська медалістка. 
Бронзову олімпійську медаль Франк здобула на Іграх 2016 року в Ріо-де-Жанейро в змішаному класі Накра 17 разом із Томасом Заяцом.

## Виноски
1. ↑  Tanja Frank. rio2016.com. Архів оригіналу за 6 серпня 2016. Процитовано 14 серпня 2016. [Архівовано 2016-08-06 у Wayback Machine.]